# Chris Wade
Christopher "Chris" Lawrence Gowie Wade, född 21 juni 1937 i Oxford, England, är en civilingenjör och idrottsman (långdistanslöpare). Han tävlade för Fredrikshofs IF i Stockholm. Han vann SM-guld på 30 000 meter år 1969 samt i maraton år 1968 och 1969.
Chris Wade tog civilingenjörsexamen vid University of Natal 1960 och tjänstgjorde vid Howard Humphreys, Storbritannien, 1960–1967. Han kom sedan till Sverige och rekryterades av VBB, där han var vid VBB Sverige 1967–1972, VBB Saudi-Arabien 1973–1980 och som chefskonsult vid VBB/Sweco i Stockholm 1981–2002. År 2002 övergick han till att arbeta som ingenjörskonsult i egen regi och är nu åter verksam i Storbritannien.
Han gifte sig 1969 med Agneta Ehrengranat (född 1937), dotter till överstelöjtnant Gösta Ehrengranat (vid vars död ätten Ehrengranat utslocknade på svärdssidan) och Berit Burén.
Wade var under sin Sverigetid bosatt i Stockholm och sedan i Djursholm i många år tillsammans med sin hustru, som då var korrespondent, och sina barn.

### Fotnoter
1. 1 2  Sveriges befolkning 1970, CD-ROM, Version 1.04, Sveriges Släktforskarförbund (2002).
2. 1 2  Sveriges taxeringskalender 1973 s 338 (Albert Bonniers Boktryckeri).
3. 1 2  Sveriges Adelskalender 1989 s 140. Adl ättem Ehrengranat, nr 1925.
4. ↑  Christopher Wade (på engelska) Åtkomst 2012-07-22.
5. ↑  Christopher Wade Maskinöversatt version. Åtkomst 2012-07-22.
6. ↑  Sveriges befolkning 1980, CD-ROM, Version 1.02, Sveriges Släktforskarförbund (2004).
7. ↑  Sveriges befolkning 1990, CD-ROM, Version 1.00, Riksarkivet (2011).